# Tinglev
Tinglev (Duits: Tingleff) is een plaats in de Deense regio Zuid-Denemarken, die valt onder de gemeente Aabenraa. Tinglev was tot 1 januari 2007 een zelfstandige gemeente.

## Voormalige gemeente
De oppervlakte bedroeg 326,15 km². De gemeente telde 10.148 inwoners waarvan 5182 mannen en 4966 vrouwen (cijfers 2005). Bij de herindeling werd de gemeente bij de nieuwe gemeente Aabenraa gevoegd.

## Plaats
De plaats Tinglev telt 2837 inwoners (2007).

## Geboren in Tinglev
- Hjalmar Schacht (1877-1970), centrale-bankpresident en minister in Duitsland